# Henry W. Sawyer
Henry Washington Sawyer III (23 décembre 1918 - 31 juillet 1999) est né à Philadelphie. Il était un avocat, militant des droits civiques et homme politique américain. Il a servi dans la marine américaine pendant la Seconde Guerre mondiale, puis est retourné à la faculté de droit de l'Université de Pennsylvanie. Il a travaillé comme avocat d'entreprise, et était plus connu pour sa défense des libertés civiles, particulièrement dans les affaires du premier amendement. Dans Abington School District v. Schempp et Lemon c. Kurtzman, il a plaidé avec succès des affaires au nom de l'American Civil Liberties Union devant la Cour suprême des États-Unis, qui sont devenues la base de toute la jurisprudence moderne sur la clause d'établissement. Sawyer a également pris la cause de droits civiques à Philadelphie et dans le Sud du pays pendant le mouvement des droits civiques des années 196
À l'origine républicain, il a été élu démocrate pour un mandat de quatre ans au conseil municipal de Philadelphie, où il a travaillé pour la réforme de la fonction publique et pour augmenter la quantité d'art public dans la ville.

## Jeunesse
Sawyer est le fils de Henry Washington Sawyer II et de sa femme, Helen Curet Sawyer. Bien qu'il soit Quaker, la famille de Sawyer avait une tradition de service militaire datant de la guerre civile, son grand-père immigré, le premier Henry Washington Sawyer, ayant servi dans la 1ère cavalerie volontaire du New Jersey (en). Après la guerre, celui ci est devenu propriétaire de l'hôtel Chalfonte à Cape May au New Jersey. Son père, Henry Sawyer II, est décédé lors de la pandémie de grippe de 1918 deux mois avant la naissance de son fils. Sawyer a été élevé par sa mère institutrice, dans le quartier de Germantown à Philadelphie. Il a fréquenté le lycée de la Chestnut Hill Academy (en), où il a obtenu son diplôme en 1936. Il s'inscrit ensuite à l'Université de Pennsylvanie (Penn) où il écrit pour The Daily Pennsylvanian (en), rejoint la fraternité Zeta Psi et est membre de Phi Beta Kappa .
Il obtient son diplôme en 1940 et commence l'école de droit de Pennsylvanie la même année. Au déclenchement de la Seconde Guerre mondiale, Sawyer est nommé dans la marine des États-Unis et va servir dans les théâtres de l'Atlantique et du Pacifique. Ila déclaré plus tard qu'il avait vu très peu de combats. La majeure partie de son service se fît à bord de l'USS Patoka (en), un pétrolier de la flotte. En juillet 1945, il est transféré sur un dragueur de mines, l'USS Swan, sur lequel il sert jusqu'en décembre. Après la guerre, il retourne à la faculté de droit et a obtient son diplôme en 1948. Pendant ses études, il a épousé Grace Scull en 1946 et sont restés mariés jusqu'à sa mort en 1999 en ayant eu trois enfants ensemble : deux fils, Jonathan et Henry, et une fille, Rébecca.

## Carrière juridique
À l'obtention de son diplôme, Sawyer a rejoint le cabinet d'avocats Drinker Biddle & Reath, où il est resté pendant toute sa carrière. Dès le début, il a été affecté à travailler comme procureur de district adjoint temporaire dans l'affaire O'Malley. Cette poursuite pour corruption politique dans la ville étant lié au fait que le bureau du procureur de Philadelphie (en) était, à cette l'époque, principalement composé d'employés à temps partiel embauchés au besoin, auprès d'entreprises,. Dirigé par le procureur principal Laurence Howard Eldredge et au côté du procureur adjoint Lemuel Braddock Schofield, il a participé au procès du magistrat en chef John J. O'Malley accusé de 206 chefs d'accusation de malversation. Celui ci a été déclaré non coupable lors de deux procès en 1948 et 1949. En 1950, il  a été rappelé dans la marine pendant la guerre de Corée et ensuite en tant qu'officier du service extérieur en Europe. Il retourne à Philadelphie en 1953.
Il s'est concentré sur le domaine dans lequel il excellait, le litige civil en droit des sociétés . Cependant, il est devenu plus connu, mais moins bien rémunéré, en passant une grande partie de son temps sur le domaine des libertés civiles. En 1951, avec Sadie T.M. Alexander et d'autres, il a co-fondé la branche de l'ACLU du Grand Philadelphie. En 1953, il était l'un des nombreux avocats de la défense bénévoles (pro bono) dans l'affaire États-Unis vs Kuzma.  Elle concernait des sympathisants communistes poursuivis en vertu du Smith Act , interdisant à quiconque de plaider pour le renversement du gouvernement américain. Les accusés furent reconnus coupables, mais leurs condamnations ont été annulées en 1957 par le jugement de la Cour suprême des États-Unis annulant la loi Smith dans Yates vs États-Unis.
Il a plaidé de nouveau en faveur d'une personne accusée de sympathies communistes dans Deutch vs États-Unis. Ce client, Bernhard Deutch, était un étudiant diplômé de l'Université de Pennsylvanie. Il a été assigné à comparaître par le House Un-American Activities Committee en 1954. Il répondis à la plupart des questions du comité sur le fait d'être ancien membre Parti communiste alors étudiant de premier cycle à l'Université de Cornell. Cependant il a refusé de répondre aux questions concernant les autres membres du parti, affirmant que ses « scrupules moraux » l'en empêchaient. Deutch est jugé coupable d'outrage et l'accusation a été confirmée par le tribunal de district fédéral et la Cour d'appel du circuit de Washington DC (en). Sawyer a fait appel devant la Cour suprême qui, à sa grande surprise, a saisis  l'affaire et a annulé la condamnation, au motif que le gouvernement n'avait pas prouvé "la pertinence des questions". Dans un article écrit après la mort de Sawyer, le juge Stewart Dalzell a salué son habile argumentaire afin de persuader la Cour d'annuler la condamnation.

### Abington School District v. Schempp

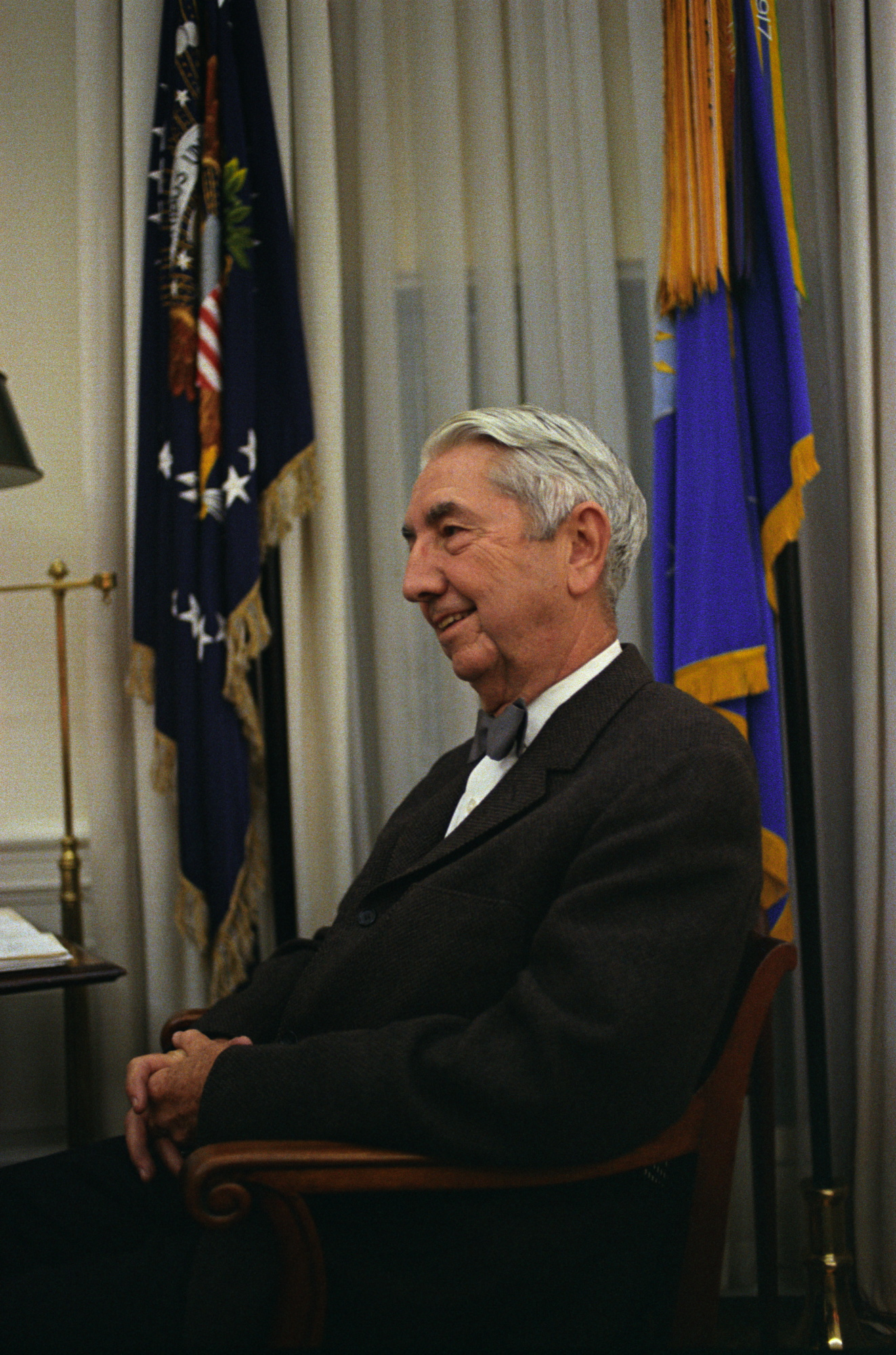
Justice Tom C. Clark wrote the opinion in Abington School District v. Schempp.

En 1957, la loi de Pennsylvanie exigeait que les élèves des écoles publiques lisent des versets bibliques au début des cours et le district scolaire d'Abington ajouta que les élèves durent lire la prière du Seigneur. Des unitariens d'Abington, une banlieue de Philadelphie, s'y sont opposés et ont protesté contre cette décision. Ellery Schempp, l'un d'entre eux, a contacté, à ce sujet, l'American Civil Liberties Union (ACLU). L'ACLU et ses parents pensaient que la loi sur la prière à l'école violait les premier et quatorzième amendements de la Constitution. Les avocats de l'ACLU ont vu Sawyer, alors président du conseil d'administration puis avocat général de la filiale de l'ACLU à Philadelphie, comme le meilleur choix pour le défendre. Compte tenu de ses compétences en tant qu'avocat et de son succès dans l'affaire Deutch, Sawyer a accepté et a déposé une plainte devant le tribunal de district fédéral.
Le juge Louis H. Pollak (en) décrivit dans un article de 1999 que la théorie de Sawyer concernant "l'affaire était que la lecture prescrite de la Bible, suivie ou non de la prière du Seigneur, constituait à la fois un établissement de la religion et une atteinte au libre exercice de la religion (en). en violation du premier amendement tel que rendu applicable aux États par le quatorzième amendement." Le procès débuta en 1958 devant un panel de trois juges qui  approuva une opinion rédigée par le juge John Biggs, Jr. Après le procès, la législature de l'État changea la loi pour permettre aux étudiants d'être dispensés des lectures bibliques s'ils le souhaitaient. Lors d'autres audiences en 1962, le tribunal, toujours sur un avis de Biggs, jugea que la loi violait toujours la Constitution en permettant à l'État «d'introduire une cérémonie religieuse dans les écoles publiques du Commonwealth».
La Cour suprême accepta d'entendre l'appel du district scolaire et Sawyer plaida de nouveau l'affaire. Le 17 juin 1963, la Cour rendu un avis 8-1 confirmant la décision du tribunal de district et annulant la loi sur la prière scolaire de Pennsylvanie. Dans l'avis du juge Tom C. Clark, la Cour  énonça ce qui allait devenir le cœur de la jurisprudence relative à la clause d'établissement : que "pour résister aux restrictions de la clause d'établissement, il doit y avoir un objectif législatif laïc et un effet principal qui ne promeut ni n'empêche la religion". Pollak crédita le plaidoyer de Sawyer au niveau du tribunal de district, pour avoir aidé à gagner l'affaire: "il est clair qu'un plaideur magistral a planté devant le tribunal de première instance les graines du fruit qui devait mûrir en appel."

### Lemon v. Kurtzman
Sawyer a aussi façonné la relation Église-État quelques années plus tard dans l'affaire Lemon c. Kurtzman. En effet, en 1968, la Pennsylvanie a promulgué la loi sur l'enseignement primaire et secondaire privé, qui permettait à l'État de rembourser les frais d'éducation des écoles privées  à condition qu'ils n'aient pas été engagés pour l'enseignement de la religion. Bien que la loi interdisait spécifiquement aux fonds publics de payer pour "tout sujet exprimant l'enseignement religieux, ou la morale ou les formes de culte d'une secte", le militant des droits civiques Alton Lemon estimait que la loi permettait toujours à l'État de financer efficacement les écoles religieuses correspondant à une violation de la clause d'établissement. Sawyer a ainsi décidé de porter l'affaire devant le tribunal de district et intenté une action.
Devant un panel de trois juges, Sawyer a d'abord échoué. Par la suite, le juge Emanuel Mac Troutman, redacteur de ce panel, a expliqué qu'en vertu des règles énoncées dans le cas Schempp, la loi avait un objectif laïc et ne pouvait financer la religion. Sawyer a donc fait appel et la Cour suprême a ainsi accordé un certiorari en 1970. Dans un avis rendu le 28 juin 1971, elle a statué pour le client de Sawyer et a finalement invalidé la loi de Pennsylvanie. Le juge en chef Warren E. Burger, écrivant pour une majorité de sept juges, a soutenu que "l'impact cumulatif de l'ensemble de la relation découlant des lois de chaque État implique un enchevêtrement excessif entre le gouvernement et la religion".
Le test rendu dans l' affaire Lemon reste au cœur du processus pour déterminer si une action de l'État viole la clause d'établissement. Cette  décision indique qu' une loi ne viole pas la clause d'établissement tant qu'elle a un objectif séculier, que son effet principal ne fait pas avancer ou inhiber la religion et qu'elle ne favorise pas un enchevêtrement excessif du gouvernement avec la religion. À la suite de cette affaire Lemon, Sawyer devient considéré comme l'un des meilleurs plaideurs en appel. Le juge William J. Brennan Jr. a déclaré à Sawyer en 1988 que "peu d'avocats ont égalé votre plaidoyer".

## Politiques locales
Sawyer et sa femme étaient tous deux républicains dans les années 1940 mais furent déçus par l'organisation du parti après avoir été témoins de la corruption politique et de la fraude électorale dans leur propre quartier et au sein de la municipalité. Ils ont alors rejoint l'effort de réforme dirigé par Joseph S. Clark, Jr. et Richardson Dilworth. Clark et Dilworth ont réuni des démocrates, des indépendants et des républicains mécontents comme Sawyer, dans une coalition contre la machine politique républicaine, qu'ils considéraient comme irrémédiablement corrompue. En 1949, Sawyer a été membre du comité démocrate et Clark et Dilworth ont remporté des bureaux municipaux cette année-là,.
Lors de son service à l'étranger en 1955, la coalition réformiste porta les démocrates au pouvoir à Philadelphie pour la première fois en 67 ans. À son retour à Philadelphie, Clark lui demanda alors de se présenter pour un siège au conseil municipal. Selon les règles du système de vote limité pour les sièges au sens large, chaque parti politique pouvait nommer cinq candidats et les électeurs ne pouvaient choisir que cinq. Le parti majoritaire ne pouvait ainsi prendre que cinq des sept sièges, laissant deux pour le parti minoritaire. Sawyer fut élu et servi un seul mandat de quatre ans. Il a parrainé une législation visant à établir le programme One Percent for Fine Arts de la ville, qui exigeait qu'un pour cent du coût des projets de construction dans le centre-ville soit consacré à l'art public. Il a également œuvré pour la création d'une commission de révision de la police. Le conseil municipal n' adopta ce projet de loi, mais le maire  James Tate le créa ensuite par décret.
Sawyer se retrouva en désaccord avec l'organisation démocrate à certaines occasions, essentiellement concernants des amendements à la charte de la ville. En 1956, certains, visant à affaiblir les protections de la fonction publique, ont été proposés. Sawyer fit campagne contre l'idée et avait refusé de l'accepter, ainsi même sans son soutien, les amendements passèrent avec le vote requis des deux tiers au Conseil afin d'être soumis au scrutin populaire. La Cour suprême de Pennsylvanie en invalida certains  et d'autres échouèrent lors d'un référendum en avril.
De tels désaccords ont conduit le Democratic City Committee à refuser à Sawyer de briguer un deuxième mandat en 1959. Il se retira alors de ses fonctions électives pour retourner à sa pratique du droit. En 1965, alors qu'il était président de la section du sud-est de la Pennsylvanie des Américains pour l'action démocratique (en), Sawyer dirigeait aussi un groupe de démocrates qui soutenaient le républicain Arlen Spectre au poste de procureur de Philadelphie.

## Avocat des droits civiques
Au-delà des préoccupations strictement juridiques et politiques, Sawyer s'est également intéressé au sort des Noirs américains et s'est impliqué dans le mouvement des droits civiques. Son  ami et collègue avocat, Arlin Adams, dira que Sawyer "était troublé par le traitement des Noirs dans le Sud". En 1965, il s'est rendu à Selma, en Alabama, pour aider à y inscrire des électeurs noirs et dans le Mississippi. Il y donna une représentation légale aux militants accusés d'avoir enfreint les ordonnances locales,. Il a également poursuivi le département de police de Philadelphie (en) et son commissaire, Frank Rizzo, pour des allégations selon lesquelles les candidats noirs à l'académie de police étaient injustement rejetés. Sawyer représenta neuf candidats noirs dans une série d'affaires qui a duré près d'une décennie. Des mesures ordonnées par le tribunal en découleront afin d'assurer une plus grande diversité raciale au sein de la police,. En 1972, il poursuivit Rizzo de nouveau, alors maire de Philadelphie, pour financement inapproprié du fonds de pension des travailleurs de la ville. Comme le rappelait le fils de Sawyer, Jonathan, en 1999, « un magazine a imprimé les 10 meilleurs ennemis de Rizzo, et mon père était sur la liste. Il était très fier d'avoir réussi. »

## Fin de vie
Sawyer a siégé aux conseils d'administration de nombreuses organisations civiques, notamment le Conseil des affaires mondiales de Philadelphie, l'hôpital épiscopal, la Delaware River Port Authority ainsi que la Fairmount Park Art Association. Passionné par le jazz, il animait une émission de radio de ce style et enseignait un cours à son Alma Mater en Pennsylvanie. Sa femme, Grace, est décédée en mai 1999 et Sawyer décéda le 31 juillet de la même année d'un cancer du poumon.

## References
1. ↑  SSA 1999.
2. ↑  Tribune 1893.
3. 1 2 3 4  WMP 1976, p. 1.
4. 1 2 3 4  Adams 1999, p. 2–3.
5. 1 2  Binzen et Binzen 2014, p. 113.
6. ↑  WMP 1976, p. 4–5.
7. ↑  Dalzell 1999, p. 16–17.
8. 1 2  Dalzell 1999, p. 18.
9. ↑  Dalzell 1999, p. 19.
10. ↑  Dalzell 1999, p. 21–23.
11. ↑  Pollak 1999, p. 26–27.
12. ↑  Solomon 2007, p. 63–64.
13. ↑  Solomon 2007, p. 66.
14. ↑  Pollak 1999, p. 28.
15. ↑  Pollak 1999, p. 29.
16. ↑  Pollak 1999, p. 32.
17. ↑  Pollak 1999, p. 35.
18. ↑  (en) « Abington School District v. Schempp », sur Justia Supreme Court (consulté le 4 février 2023).
19. ↑  Pollak 1999, p. 26.
20. ↑  Pollak 1999, p. 37.
21. ↑  Pollak 1999, p. 37–38.
22. ↑  Pollak 1999, p. 38.
23. ↑  Pollak 1999, p. 41.
24. ↑  (en) « Lemon v. Kurtzman, 403 U.S. 602 (1971) », sur Justia Law (consulté le 4 février 2023).
25. ↑  Kritzer et Richards 2003, p. 830.
26. ↑  Kritzer et Richards 2003, p. 829.
27. ↑  Pollak 1999, p. 44.
28. 1 2  WMP 1976, p. 2.
29. ↑  WMP 1976, p. 3–4.
30. 1 2  WMP 1976, p. 8.
31. 1 2  WMP 1976, p. 9.
32. ↑  WMP 1976, p. 6.
33. ↑  Adams 1999, p. 2.
34. 1 2 3 4 5 6 7  Pray 1999.
35. 1 2  Schraga 1956b.
36. ↑  Schraga 1956a.
37. ↑  Miller 1959.
38. ↑  Goulden 1965, p. 8.
39. 1 2 3  Adams 1999, p. 3–4.
40. 1 2  Adams 1999, p. 4.
41. ↑  WMP 1976, p. 20–21.

## Sources
Livres
- Peter Binzen et Jonathan Binzen, Richardson Dilworth: Last of the Bare-Knuckled Aristocrats, Philadelphia, Pennsylvania, Camino Books, 2014 (ISBN 978-1-933822-86-0)
- Karen Fox, The Chalfonte: The Heroes, Heartaches, Legends, Love Affairs and Unforgettable Characters Behind the Hotel that Became an American Treasure, Cape May, New Jersey, Exit Zero Publishing, 2011 (ISBN 978-0-9830768-3-4, lire en ligne)
- James Reichly, The Art of Government: Reform and Organization Politics in Philadelphia, New York, New York, Fund for The Republic, coll. « A report to the Fund for the Republic », 1959 (OCLC 994205, lire en ligne)
- Stephen D. Solomon, Ellery's Protest: How One Young Man Defied Tradition and Sparked the Battle over School Prayer, Ann Arbor, Michigan, University of Michigan Press, 2007 (ISBN 978-0-472-10837-4, lire en ligne )

Mémoires
- Arlin Adams, « In Memoriam: Henry Sawyer: Advocate for the Unpopular », University of Pennsylvania Law Review, vol. 148, no 1,‎ novembre 1999, p. 1–5 (JSTOR 3312855)
- William T. Coleman, « A Friend's Portrait of Henry W. Sawyer, III », University of Pennsylvania Law Review, vol. 148, no 1,‎ novembre 1999, p. 7–14 (JSTOR 3312856)
- Stewart Dalzell, « A Voice for Liberty », University of Pennsylvania Law Review, vol. 148, no 1,‎ novembre 1999, p. 15–24 (JSTOR 3312857)
- Herbert M. Kritzer et Mark J. Richards, « Jurisprudential Regimes and Supreme Court Decisionmaking: The Lemon Regime and Establishment Clause Cases », Law & Society Review, vol. 37, no 4,‎ décembre 2003, p. 827–840 (DOI 10.1046/j.0023-9216.2003.03704005.x, JSTOR 1555154)
- Louis H. Pollak, « Lawyer Sawyer », University of Pennsylvania Law Review, vol. 148, no 1,‎ novembre 1999, p. 25–44 (JSTOR 3312858)

Journaux
- « Colonel Henry W. Sawyer », New York Tribune,‎ 17 octobre 1893, p. 7 (lire en ligne )
- « Died », The Philadelphia Inquirer,‎ 17 octobre 1918, p. 14 (lire en ligne )
- Jane Wister, « Dinner Dance To Honor Grace Scull and Fiance », The Philadelphia Inquirer,‎ 10 décembre 1946, p. 20 (lire en ligne )
- « O'Malley Acquitted On First Ballot After Only 2 Hours Of Deliberation », The Philadelphia Inquirer,‎ 3 février 1949, p. 1, 2 (lire en ligne )
- Saul Schraga, « Council Puts Ripper Up In Primary », The Philadelphia Inquirer,‎ february 24, 1956a, p. 1, 11 (lire en ligne )
- Saul Schraga, « Voters Beat Proposal To Rip Up Charter », The Philadelphia Inquirer,‎ april 25, 1956b, p. 1, 4 (lire en ligne )
- Joseph H. Miller, « Dilworth Likely To Get Green's Backing Again », The Philadelphia Inquirer,‎ 7 février 1959, p. 7 (lire en ligne )
- Joseph C. Goulden, « Specter Wins By 38,000, Hemphill Victor », The Philadelphia Inquirer,‎ 3 novembre 1965, p. 1, 8 (lire en ligne )
- Rusty Pray, « Henry W. Sawyer, 80, civil rights crusader », The Philadelphia Inquirer,‎ 4 août 1999, B-4 (lire en ligne )